# 南阳市中心医院
南阳市中心医院成立于1949年，1995年被评为国家三级甲等医院，为南阳市唯一的三级甲等医院。它是新乡医学院的附属医院和研究生培训基地，也是郑州大学医学院、新乡医学院、河南科技大学医学院、南阳医专的教学医院。南阳市妇幼保健院、南阳市肿瘤医院、南阳市儿童医院、南阳市紧急救援中心设于该院。服务南阳市十三县（市区）和部分毗邻省区，覆盖人群1200多万。

## 简介
医院占地面积10.1万平米，医用建筑面积16万平米。现有职工2412人，其中高级职称252人，博士2人，硕士生202人，硕士生导师15人，中级职称535人；有4名享受国务院特殊津贴专家，1名省管优秀专家，1名全国劳模，4名河南省跨世纪学术技术带头人。
现有2000张编制床位，年门诊量60万余人，出院病人5万余人。内设18个科研机构，有57个临床科室，36个门诊医技科室。
现任院长为新乡医学院硕士研究生导师李玉东。

## 荣誉
2010年获得以下河南省荣誉：
- 省级文明单位
- 省民主评议行风地市级医院第一名
- 省卫生支农先进单位
- 省医院创新管理先进单位
- 省新农合管理先进单位
- 省消防工作先进单位[1]